# 篠田桃紅
篠田 桃紅（しのだ とうこう、本名：篠田 満洲子、1913年3月28日 - 2021年3月1日）は、日本の美術家、版画家、エッセイスト。
映画監督の篠田正浩は従弟、建築家の若山滋は甥にあたる。

## 来歴
日本の租借地だった関東州大連に生まれる。父の篠田頼治郎は東亜煙草の大連支社長で、職場と自宅があったジョサイヤ・コンドル設計の元ロシア帝国の3階建洋館で三男四女の第五子として生まれ、満洲子と命名された。
2歳で東京に戻り、5歳頃から父に書の手ほどきを受ける。その後、女学校時代以外はほとんど独学で書を学ぶ。
1950年から数年、書道芸術院に所属して前衛書の作家たちと交流を持つが、1956年に渡米。抽象表現主義絵画が全盛期のニューヨークで、作品を制作する。文字の決まり事を離れた新しい墨の造形を試み、その作品は水墨の抽象画＝墨象と呼ばれる。アメリカ滞在中、数回の個展を開き高い評価を得るが、乾いた気候が水墨に向かないと悟り、1958年に帰国。以後は日本で制作し各国で作品を発表している。
和紙に、墨・金箔・銀箔・金泥・銀泥・朱泥といった日本画の画材を用い、限られた色彩で多様な表情を生み出す。万葉集などを記した文字による制作も続けるが、墨象との線引きは難しい。近年はリトグラフも手掛けている。
海外では昭和30年代から美術家としての評価が高かったものの日本では海外ほどの評価を得ることができないままであったが、2000年代に入り新潟県新潟市や岐阜県関市に篠田の名を冠するギャラリーが相次いで開館した。昭和50年代から東京ザ・トールマン コレクションによる取り扱いで国内外問わずコレクターを作り、メトロポリタン美術館を始め海外の名だたる美術館に収蔵をし始めた。
2014年5月、沼津市役所特別応接室に1966年に納入した壁画「泉」が、30年以上存在が忘れられた状態から再発見されたことが報じられた。
2015年、『一〇三歳になってわかったこと』が45万部を超えるベストセラーになる。
2021年3月1日、老衰のため東京都青梅市の病院で死去。107歳没。

## 家族
- 祖父・篠田伝左衛門 ‐ 岐阜芥見村の旧家で庄屋
- 父・篠田頼治郎（1867 - 没年不詳） ‐ 芥見村村長、郡会議員などを経て上京、輸出用官製煙草の製造会社東亜煙草平壌出張所主事、同大連支店長、帰国後は同社広告部長などを務め、退職後は田園調布にて長男の覚太郎とともに園芸業を営んだ[11][12][13]。幼少期より親戚の篠田芥津の手ほどきで漢学や書画を学び、眉山の号を持つ趣味人でもあった[14]。
- 叔父・篠田義彦（1889 - 1945） ‐ 独学で篠田電機工場を興し、弟の敏司とともに水力発電を成功させ、発電所の設計や工事を請負ったが、支払いを巡る裁判で敗訴し、電力事業から退き、砂利採取や軍用バッテリー製造に転じた[15]。
- 叔父・篠田敏司 ‐ 兄の事業を手伝い、事業撤退後は自転車修理業。子に篠田正浩。[15]

## 年譜
- 1913年 - 3月28日 関東州大連に生まれる（本籍は岐阜県）
- 1914年 - 父の転勤で東京に移る
- 1925年 - 東京府立品川高等女學校(現在の東京都立八潮高等学校)入学
- 1929年 - この頃から女学校の師である下野雪堂に書の指導を受け、卒業後も2年ほど指導を受ける
- 1930年 - 東京府立第八高等女学校(現在の東京都立八潮高等学校)卒業
- 1935年 - 書を教え始める
- 1936年 - 東京鳩居堂で最初の個展、「根なし草」と評される
- 1947年 - 書の枠を出た抽象的な作品を制作し始める
- 1951年 - 書道芸術院に所属（1956年まで）
- 1954年 - 「日本現代書展」（ニューヨーク近代美術館）[2]/「サンパウロ市400年祭り」日本政府館のために壁書を制作 / 個展（銀座松坂屋、東京）
- 1955年 - 「ワシントン州国際見本市」日本モデルルームに壁書「炎・水」を制作 /「ヘルシンボール生活文化展」日本館に壁書「詩」を制作（スウェーデン）
- 1956年
  - 渡米[2]（1958年までニューヨークで制作）
  - 個展（スエゾフ・ギャラリー、ボストン）[2]
- 1957年 - 個展（バーサ・シェイファーズ・ギャラリー、ニューヨーク）[2]
- 1958年 - 米国より帰国。一躍「時の人」となり、新聞・雑誌などの取材対応に追われる
- 1960年 - フィラデルフィア美術館から来日した刷師アーサー・フローリーの勧めでリトグラフ制作を始める
- 1964年 - 国立代々木競技場のために壁画を制作（東京）
- 1965年 - 個展（ベティ・パーソンズ・ギャラリー、ニューヨーク）[2]、国立京都国際会館のために壁面レリーフ『展開』を制作[2]（製作は木工家具メーカーの天童木工が担当）
- 1968年 - この頃より時折、富士山麓のアトリエで制作するようになる
- 1970年 - 京王プラザホテル貴賓室、次特別室、ロビー、客室に屏風とリトグラフを制作（東京）
- 1974年
  - 増上寺大本堂ロビーのために壁画、道場のために襖絵を制作（東京）[2]
  - NHK総合テレビ『ビッグショー』題字を揮毫
- 1976年 - 個展（ザ・トールマン コレクション、東京）
- 1977年 - ワシントン駐米日本大使公邸のために壁画を制作[2]
- 1979年 - 随筆集『墨いろ』で第27回日本エッセイスト・クラブ賞受賞[2]/ ザ・トールマン コレクションによるポートフォリオ「70年代終焉の日本版画の発展」のために版画を制作
- 1980年 - 個展「創造と伝統：絵画と版画」（ザ・トールマン コレクション主催、芝増上寺大本堂、東京）
- 1981年 - ザ・トールマン コレクションによる5周年記念ポートフォリオに版画を制作
- 1982年 - メリー、ノーマン・トールマン共著『国際舞台に立つ日本の版画家』（叢文社）の表紙のために版画を制作
- 1990年 - ザ・トールマン コレクション作品による回顧展 [絵画・版画]（東京 / シンガポール / 香港 / ハワイ）
- 1992年 - 個展「篠田桃紅 時のかたち」（岐阜県美術館）[2]
- 1993年 - ザ・トールマン コレクションによる回顧展：版画集「篠田桃紅A New Appreciation」（メリー、ノーマン・トールマン編、タトル出版）刊行記念（銀座三越、東京）
- 1994年 - 「新作抽象画展」（ザ・トールマン コレクション主催、草月会館、草月プラザ、東京）
- 1996年
  - 「TOKO SHINODA - VISUAL POETRY」（ザ・トールマン コレクション主催、シンガポール国立近代美術館）[2]、初の日本人作家による個展
  - 小島信夫の新聞連載小説「麗しき日日」（後に「うるわしき日々」と改題）全204話の挿絵を制作
- 2001年 - 回顧展 25年間のザ・トールマン コレクション発行版画（草月会館、東京）
- 2003年 - 90歳記念展「篠田桃紅 朱よ」宮内庁収蔵作品一点貸出展示 [ザ・トールマン コレクション協賛]（原美術館、東京）皇后陛下行啓。桃紅作品展示に特化した美術館 関市立篠田桃紅美術空間（岐阜県関市）や篠田桃紅作品館（新潟市）が相次いで開館。
- 2005年 - 個展「墨いろに心を託した作家のあゆみ」（ザ・トールマン コレクション主催、新生銀行本店20階ホール、東京）/ 京都迎賓館の貴賓室に絵画を制作 / コンラッド東京のロビーに絵画を制作 / 雑誌『News Week』誌で「世界が尊敬する日本人100」に選出される
- 2007年 - 皇室専用の新型車両の内装壁画を制作
- 2009年 - 個展（ザ・トールマン コレクション主催、蘭クラブ、北京）/ ローマで個展（ローマ日本文化会館）
- 2010年 - ザ・キャピタルホテル東急、ロビーの作品を制作（開業時に描いた作品と新作を対にして展示）
- 2011年 - 個展 「リヒテンシュタイン・グローバル・トラスト（LGTリヒテンシュタイン銀行）香港開業25周年記念展」（ザ・トールマン コレクション主催、エクスチェンジ・スクエア内ロタンダ、香港）
- 2012年 - 個展「Guided by the Brush」（ザ・トールマン コレクション、ニューヨーク）
- 2013年
  - 回顧展「篠田桃紅 百の譜 1950 - 1960's」（岐阜県美術館、岐阜現代美術館、桃紅美術空間、光芳堂画廊、岐阜）
  - 篠田桃紅 生誕100年を記念するザ・トールマン コレクション主催・監修の展覧会を開催（菊池寛実記念 智美術館）
  - 個展「ポートランド日本庭園開園50周年記念特別展」（米国、オレゴン州）
  - 個展「Trailblazer」（ロックフェラー財団協賛、日本協会、ニューヨーク）
  - 「百の記念 篠田桃紅の墨象」（菊池寛実記念 智美術館、東京）
  - 個展 日本研究センターの50周年記念展（スタンフォード大学）
  - 個展 メルボルン、シドニーを巡回
  - 個展（Club21、シンガポール）
  - 個展 ザ・トールマン コレクション、ロンドン開設記念
  - エッセイ集「桃紅百歳」刊行（世界文化社）
- 2015年 - コンラッド東京10周年を記念するザ・トールマン コレクション主催・企画の篠田桃紅百三景展（コンラッド東京）
- 2018年 - 増上寺 大本山 にて個展 ザ・トールマン コレクション主催・企画
- 2021年 - 死去
- 2022年 - 没後1年を経て約130点の作品や資料を集めた大回顧展が東京オペラシティアートギャラリーにて開催[16] / 菊池寛実記念 智美術館にて個展

## 作品
- 「Longing」 リトグラフ 手彩入り
- 「DOMAIN」リトグラフ 手彩入り
- 「QUIETUDE」 リトグラフ 1976年

## 主な作品展示先
- ザ・トールマンコレクション東京（東京都港区芝大門）
- 岐阜現代美術館（岐阜県関市・鍋屋バイテック関工園内）
- 関市立篠田桃紅美術空間（岐阜県関市・関市役所庁舎内）※2024年3月末閉館[17]
- 篠田桃紅作品館（新潟県新潟市中央区学校町通）
- 吉島家住宅（岐阜県高山市）

## 著書
- 『新しい書道十二ケ月 抒情詩の解説を添えて』同学社 1954
- 『いろは四十八文字』矢来書院、1976年11月
- 『墨いろ』PHP研究所、1978年　のち文庫
- 『朱泥抄』PHP研究所、1979年11月
- 『その日の墨』冬樹社、1983年　のち新潮文庫、河出文庫
- 『おもいのほかの』冬樹社、1985年12月
- 『一字ひとこと』講談社 1986 『墨を読む 一字ひとこと』小学館文庫、1998年
- 『きのうのゆくへ』講談社、1990年
- 『桃紅 私というひとり』世界文化社、2000年12月
- 『桃紅えほん』世界文化社、2002年4月
- 『桃紅百年』世界文化社、2013年4月
- 『百歳の力』集英社新書、2014年6月
- 『一〇三歳になってわかったこと 人生は一人でも面白い』幻冬舎、2015年4月、ISBN 978-4-344-42605-4
- 『一〇三歳、ひとりで生きる作法  老いたら老いたで、まんざらでもない』幻冬舎、2015年12月
- 『人生は一本の線』幻冬舎 2016
- 『一〇五歳、死ねないのも困るのよ』幻冬舎 2017
- 『桃紅一〇五歳 好きなものと生きる』世界文化社 2017
- 『これでおしまい』講談社 2021

編纂
- 『日本の名随筆 27 墨』 作品社 1985